# Уртадо де Мендоса-и-Пачеко, Луис
Луис Уртадо де Мендоса-и-Пачеко (исп. Luis Hurtado de Mendoza y Pacheco; 1489, Гвадалахара — 19 декабря 1566, Мондехар) — испанский дворянин, 2-й маркиз де Мондехар и 3-й граф де Тендилья (1515—1566).

## Биография

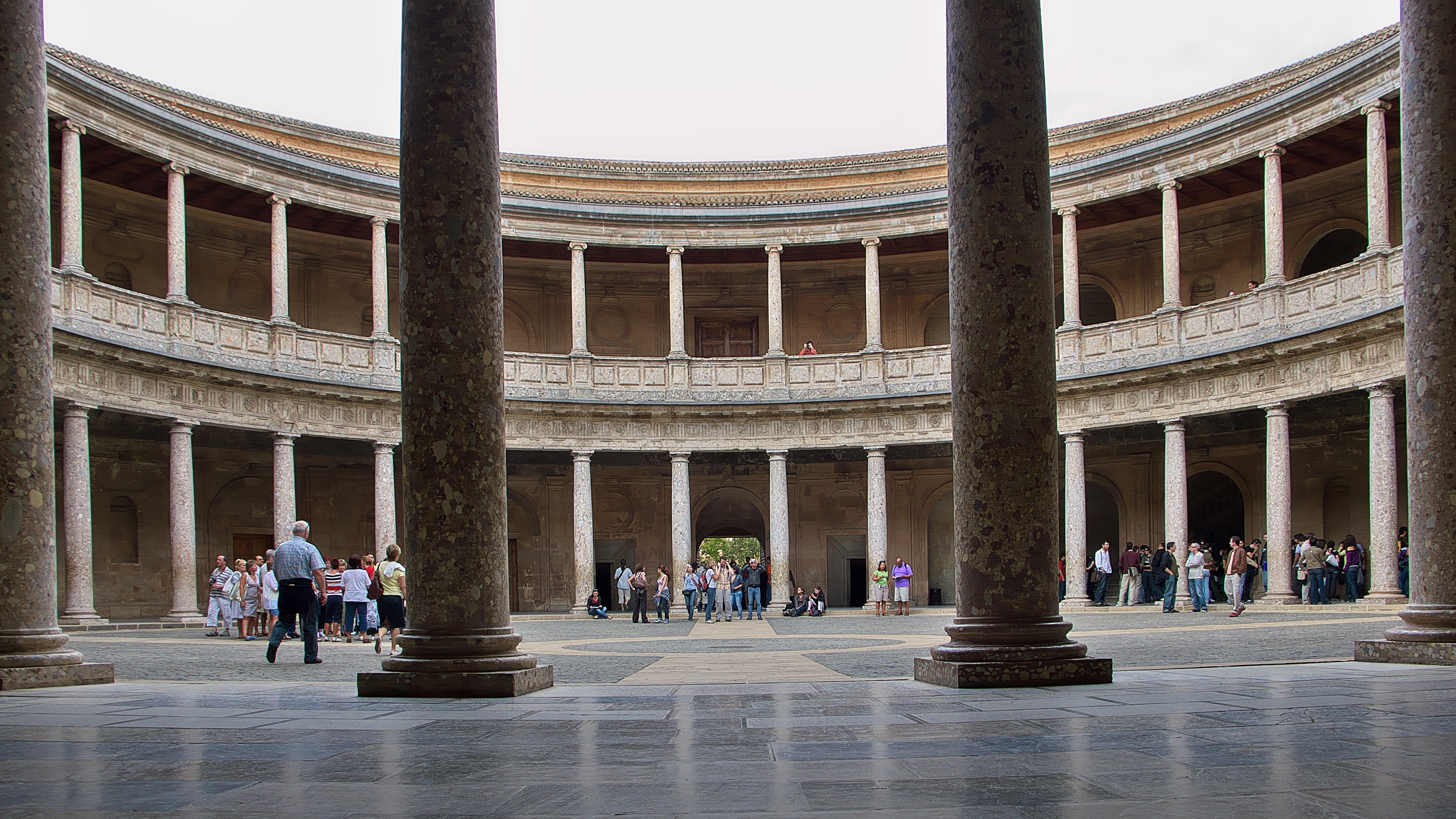
Луис Уртадо де Мендоса был назначен королем Испании Карлосом I для проектирования его Императорского дворца в Гранаде

Родился в 1489 году в Гвадалахаре. Старший сын Иньиго Лопеса де Мендоса и Киньонеса (1440—1515), 1-го маркиза де Мондехар (1512—1515), и Франсиски Пачеко Портокарро (ок. 1450 — ок. 1514).
Как и его отец, он занимал должности алькайда (смотрителя) Альгамбры и генерал-капитана Гранады. Он был первым членом рода Мендоса, который поддержал короля Испании и императора Священной Римской империи Карла V во время восстания комунерос в Кастилии в 1520 году, несмотря на то, что его сестра Мария Пачеко и его зять Хуан де Падилья были лидерами повстанцев.
Всегда верный императору, он был его личным другом с тех пор, как Карл и его жена Изабелла Португальская остановились в Альгамбре на медовый месяц в июне 1526 года. Как алькайд Альгамбры, советник и друг самого императора, он сыграл важную роль в инициативе по строительству дворца Карлоса V на территории Альгамбры, работы по которой начались в 1533 году после нескольких лет разногласий по поводу местоположения и дизайна дворца.
В течение своей жизни он занимал важные политические посты и безуспешно просил о помиловании своей сестры Марии Пачеко, которая умерла в изгнании в Португалии, хотя он добился этого для ее детей. С 1543 по 1546 год он занимал должность вице-короля Наварры, с 1546 по 1559 год он занимал пост президента Совета Индий, а с 1561 по 1563 год — президентом Совета Кастилии.
Был женат на Каталине де Мендосе и Суньиге, дочери Педро Гонсалеса де Мендоса и Луна, 1-го графа де Монтеагудо (1440—1504), и Изабель де Суньига и Авельянеда. У супругов были следующие дети:
- Франсиско Уртадо де Мендоса-и-Мендоса, умер раньше своего отца, утонув во время морской катастрофы в Ла-Эррадуре (1562 г.)
- Франсиска Мендоса-и-Мендоса, вышла замуж за Бальтасара Ладрона Де Ла Маза (+ 1558).
- Иньиго Лопес де Мендоса-и-Мендоса (1512—1580), 3-й маркиз Мондехар, женился на Марии Мендоса-и-Арагон, дочери Иньиго Лопеса де Мендоса, 4-го герцога Инфантадо.